# Township (Afrique du Sud)
Pour les articles homonymes, voir Township.
Un township est un terme désignant, en Afrique du Sud, en Namibie et au Zimbabwe, un quartier de zone urbaine, construit en périphérie des villes et habité uniquement par les populations de couleur (noirs ou coloured). 
À l'origine, le terme ne comportait pas de connotation raciale dans le droit foncier sud-africain et correspondait à une unité cadastrale et urbanistique, administrée par les provinces ou les services de l’État. Au Cap, les premiers townships racialement ségrégués furent Ndabeni et Langa. 
En Afrique du Sud et en Namibie, les townships racialement ségrégués sont fortement développés, à partir des années 1950 au début de la mise en œuvre de l'apartheid, pour servir de réservoir de main d’œuvre aux employeurs blancs. Les populations noires, expulsées des centres-villes ou des quartiers désignés comme blancs en fonction du Group Areas Act (Sophiatown, district 6), sont contraintes d'y résider. Des travailleurs indiens y sont aussi déplacés de force au nom des lois de l'apartheid. Surpeuplés, mal équipés, les habitations, caractérisées par des maisons standardisées en forme de « boite d'allumettes », se dégradent vite et de nombreux quartiers deviennent insalubres alors que des quartiers informels (bidonvilles) se développent en périphérie de ces mêmes townships, faute de logements suffisants.  
Depuis la fin de l'apartheid et la réforme des gouvernements locaux, les townships et les bidonvilles, certains reconnus administrativement ensuite en tant que township (Imizamo Yethu) sont gérés conjointement avec les villes au sein d'une division administrative unique, que ce soit des municipalités ou des métropoles (comme la métropole du Cap). 
Le plus grand township d'Afrique du Sud est Soweto, situé au sud-ouest de Johannesburg.

## Historique
Les townships ont généralement été construits en périphérie des villes de la fin du XIXe siècle jusqu'à la fin de l'apartheid,.
Le plus grand township d'Afrique du Sud est, de loin, celui de Soweto, situé au sud-ouest de Johannesburg (d'où son nom qui signifie South Western Township). Il compte plus d'un million d'habitants.
Ce terme a également une signification légale précise sans connotation raciale,. Il désigne un terrain subdivisé en erfs (stands) dans le cadastre. On parle par exemple de « holiday township » (exemple: Marloth Park).
Historiquement, le township constitue une subdivision du découpage administratif par paroisse en Angleterre au XIe siècle. La colonisation a diffusé le terme dans l'anglosphère où il revêt diverses significations dont le poids idéologique varie selon les pays.

## Principauxtownships

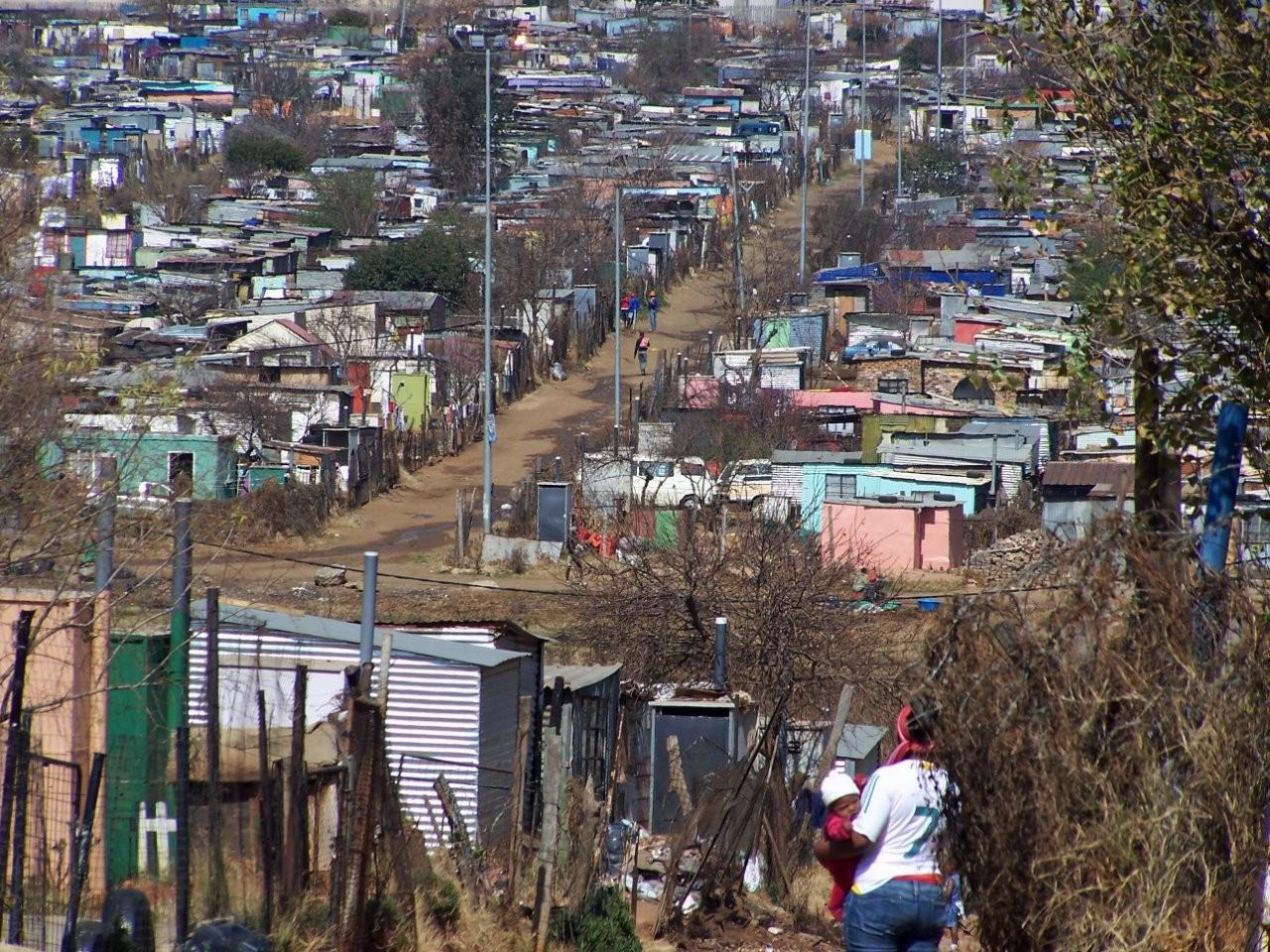
Soweto, Johannesburg.

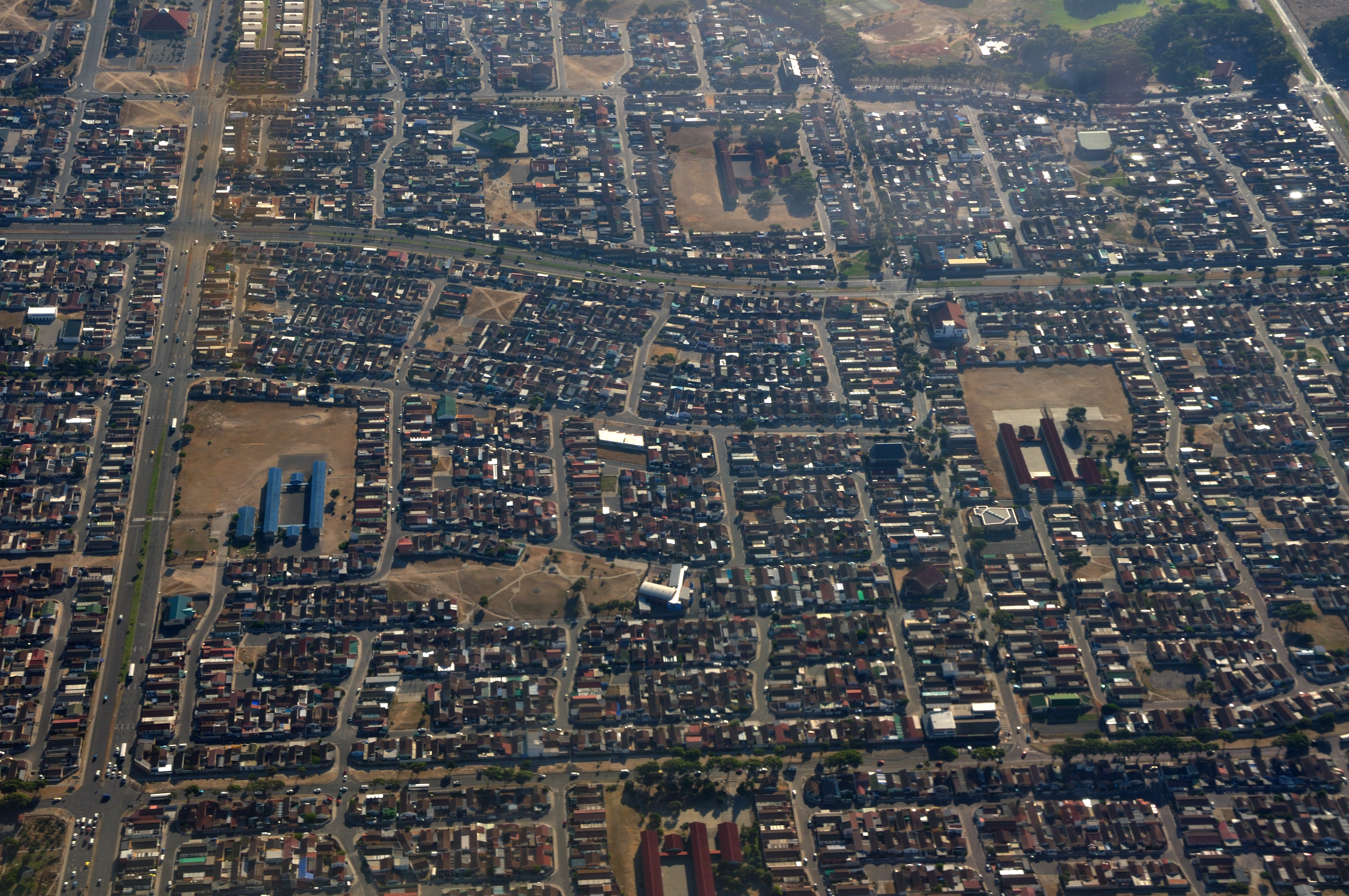
Mitchells Plain, Le Cap, en 2011.

| Township         | Population (2001) | Population (2011) | Ville proche     |
| ---------------- | ----------------- | ----------------- | ---------------- |
| Soweto           | 858 644           | 1 271 628         | Johannesburg     |
| Mitchell's Plain | 398 650           | 310 485           | Le Cap           |
| Umlazi           | 388 687           | 404 811           | Durban           |
| Katlehong        | 349 866           | 407 294           | Alberton         |
| Tembisa          | 348 693           | 463 109           | Kempton Park     |
| Khayelitsha      | 329 002           | 391 749           | Le Cap           |
| Soshanguve       | 311 223           | 403 162           | Pretoria         |
| Mamelodi         | 256 117           | 334 577           | Pretoria         |
| Ibhayi           | 255 826           | 237 799           | Port Elizabeth   |
| Sebokeng         | 222 045           | 218 515           | Vanderbijlpark   |
| Mangaung         | 217 076           | 209 262           | Bloemfontein     |
| Mabopane         | 192 914           | 110 972           | Pretoria         |
| KwaMashu         | 175 913           | 175 663           | Durban           |
| Botshabelo       | 175 822           | 181 712           | Bloemfontein     |
| Mdantsane        | 175 789           | 156 835           | East London      |
| Alexandra        | 166 968           | 179 624           | Johannesburg     |
| Orange Farm      | 163 877           | 76 767            | Johannesburg     |
| Inanda           | 153 098           | 158 619           | Durban           |
| Vosloorus        | 150 277           | 163 216           | Boksburg         |
| Thabong          | 148 206           | 126 013           | Welkom           |
| Tsakane          | 144 289           | 135 994           | Brakpan          |
| Evaton           | 143 157           | 132 851           | Vanderbijlpark   |
| Meadowlands      | 138 354           | 138 354           | Roodepoort       |
| Daveyton         | 131 390           | 127 967           | Benoni           |
| Etwatwa          | 124 435           | 151 866           | Benoni           |
| Motherwell       | 117 319           | 140 351           | Port Elizabeth   |
| Madadeni         | 116 798           | 119 497           | Newcastle        |
| Ntuzuma          | 114 579           | 125 394           | Durban           |
| Ivory Park       | 112 516           | 184 383           | Midrand          |
| Jouberton        | 104 977           | 186 515           | Klerksdorp       |
| Diepsloot        | 104 096           | 138 329           | Johannesburg     |
| Kagiso           | 100 940           | 115 802           | Krugersdorp      |
| Mpumalanga       | 99 720            | 62 406            | Pinetown         |
| Kwa-Thema        | 99 517            | 103 727           | Springs          |
| Saulsville       | 95 676            | 105 208           | Pretoria         |
| Embalenhle       | 91 751            | 118 889           | Secunda          |
| KwaNobuhle       | 87 585            | 107 474           | Uitenhage        |
| Thokoza          | 85 106            | 105 827           | Alberton         |
| Msogwaba         | 82 509            | nc                | Nelspruit        |
| Guguletu         | 80 277            | 98 468            | Le Cap           |
| Osizweni         | 80 265            | 77 845            | Newcastle        |
| Edendale         | 79 573            | 140 891           | Pietermaritzburg |
| Imbali           | 79 115            | 30 157            | Pietermaritzburg |
| Hlubi            | 73 931            | nc                | Newcastle        |
| Duduza           | 71 960            | 73 295            | Nigel            |
| Seshego          | 71 290            | 83 863            | Pietersburg      |
| Ga-Rankuwa       | 71 279            | 90 945            | Pretoria         |

## Historique
En Afrique du Sud, l'apparition du terme township en tant qu'unité cadastrale date de 1894 quand la république de l’État libre d’Orange adopte une loi visant à contrôler le développement des centres urbains. Après la formation de l’Union d’Afrique du Sud, la gestion des terres et la création des townships est laissé aux provinces,. Dans le Sud-Ouest africain, à peine sous administration sud-africaine, le premier township créé en 1922 comprend tout le centre de Windhoek, alors peuplé d'à peine 10 000 habitants, au sein de laquelle se concentrent toutes les activités y compris les lieux de résidence des populations noires. Progressivement, la définition juridique et technique du township évolue pour répondre à diverses exigences alors que l'Etat, qui prend la main sur la législation foncière et urbanistique, va se servir des townships pour en faire un instrument de contrôle des populations non-blanches. A la fin des années 1920, le terme de native township commence à être employé pour désigner les nouveaux quartiers destinés aux populations de couleurs.

## Caractéristique idéologique
Le township est une forme urbaine répressive inspirée par une volonté hygiéniste. Elle a pour but de maintenir une certaine stabilité sociale grâce à l’immobilité qu’induit sa structure. Les townships sont découpés en parcelles résidentielles égales où s’implantent les « matchboxes », des maisons en forme de « boite d’allumettes » produites en série à bas coût. Les urbanistes s'inspirent des théories d’organisation spatiale des cités-jardins et de Le Corbusier. Pour eux, une organisation spatiale stricte devrait garantir l’ordre social.

## Un terme à plusieurs sens
Le mot township sous-entend un dédoublement sémantique. Il est à la fois un concept juridique défini et délimité mais également la conception d'un ordre social discriminatoire. Ces deux définitions, à la fois techniques et pragmatiques, se recoupent et s’opposent en fonction des volontés politiques du gouvernement. Durant la période de l'Apartheid, l’état possède le monopole sur la production foncière, ce qui lui permet de restreindre l’accès à la propriété des populations noires et métisses. Le township a permis, par le développement séparé des populations sous des politiques discriminatoires, d’accentuer la marginalisation de ces populations.

### Le township «technique»
Le township est un instrument défini par le cadastre. Il est aussi un modèle d’urbanisme car sa mise en place repose sur une internalisation de théories comme celle des cités-jardins et de Le Corbusier. La conception du township requalifié comme outil technique se déleste des idéologies.

## Townships enNamibie
En 1920, la Namibie est administrée par l’Union sud-africaine en vertu d’un mandat de la Société des Nations. Le gouvernement applique alors le régime de l’Apartheid et celui des townships.
Les townships namibiens sont des lieux associés à l’activité urbaine. Les premiers townships sont de véritables villes liées à des localités déjà existantes. La limite du township permet aux aménageurs de définir l’urbain et le non-urbain avec des espaces formant une zone tampon concentrique autour de la ville centre.
En 1963, une définition du township est mise en place dans le cadre de planification urbanistique par le texte juridique « Township and division of land Ordinace ». Le township se définit alors comme un espace « dont le lotissement a fait l’objet d’une planification et dont les titres fonciers ont été enregistrés au cadastre ».
Le township se définit donc comme une unité cadastrale ayant fait l’objet de planification par le gouvernement central. Il devient alors un instrument pour la planification qui permet au gouvernement de mettre en œuvre les politiques de ségrégation et de séparation des populations durant l’Apartheid. De plus, on peut remarquer que le terme de township remplace le terme de "locations" utilisé auparavant. S'ajoute alors une dimension technique, normée, mais aussi législative et ethnique.
Le township de Katutura proche de la ville de Windhoek est un cas particulier. Aménagé en 1960, il n’est reconnu légalement comme étant un township qu'en 1979 lorsque la politique de l’Apartheid s’assouplit et met fin aux « mesures discriminatoires ». Juridiquement, le township de Katutura n’a pas été reconnu comme tel afin d’accentuer l’emprise de l’état sur les populations. On ne permet pas aux résidents d’accéder à la propriété comme dans les autres townships.